# Hipas
Segons la mitologia grega, Hipas (en grec antic: Ἴππασος) va ser un heroi, fill de Ceix, rei de Traquínia.
Va acompanyar Hèracles en l'expedició contra Èurit, a Ecàlia, i durant la conquesta de la ciutat va morir. Hèracles el va enterrar i va saquejar la ciutat. Un fill seu, Àctor, va ser un dels argonautes.